# Philippe de La Hire
Philippe de La Hire (eller Lahire eller Phillipe de La Hire) (18. marts 1640 — 21. april 1718), var en fransk matematiker og astronom. Ifølge Bernard le Bovier de Fontenelle, var han en "akademi i sig selv."
de La Hire beskæftigede sig først med de skønne Kunster, men droges snart gennem Desargues’ Arbejder
over til Matematikken. Han deltog i den af Picard og Rømer planlagte Gradmaaling i
Frankrig (se Gradmaaling), der efter Picard’s Død var blevet overdraget Domenico
Cassini og fuldførtes 1683—1720; 1678 blev han Medlem af Videnskabernes Akademi og 1682
Prof. ved Collège de France. L. hørte til de tidlige Forløbere for 19. Aarh.’s syntetiske
Geometri, mellem hvilke Pascal og Desargues var de betydeligste; ham skyldes saaledes simple
Beviser for Hovedsætningerne om Pol og Polar m. H. t. et Keglesnit. Foruden Hovedværket
Sectiones conicæ (1685) har han offentliggjort fl. Skr, deriblandt nogle af astron. Indhold, og
givet talrige Meddelelser i Akademiets Memoirer.